# スース＝マサ＝ドラア地方
スース＝マサ＝ドラア地方(スース＝マサ＝ドラアちほう、Suss-Massa-Draa)は、1997年から2015年まであったモロッコの地方。人口3,244,000人、面積70,880km2
(2007年。州都はアガディール。
スース＝マサ＝ドラア地方は、Agadir-Ida-Ou Tanane県、Inezgane-Ait Mellol県、Shtouka Ait Baha州、Ouarzazate州、Taroudant州、シディイフニ州、Tinghir州、ティズニット州、ザゴラ州の各州県からなっていた。